# Calamaria curta
Espèce
Calamaria curta  est une espèce de serpents de la famille des Colubridae.

## Répartition
Cette espèce est endémique de Sulawesi en Indonésie.

## Description
L'holotype de Calamaria curta, une femelle, mesure 315 mm dont 15 mm pour la queue. Cette espèce a la face dorsale brun olive avec les écailles marquées d'un point noir. Sa face ventrale est noire au centre et blanc sur les côtés. Le dessous de sa queue est blanc.

## Étymologie
Son nom d'espèce dérive du latin curta, « écourté, tronqué, diminué, court... ». Toutefois l'auteur n'indique pas ce qui a suscité ce choix.

## Publication originale
- Boulenger, 1896 : Descriptions of new reptiles and batrachians obtained by Mr. Alfred Everett in Celebes and Jampea. Annals and Magazine of Natural History, ser. 6, vol. 18, p. 62-64 (texte intégral).